# Ormiscodes gemeli
Ormiscodes gemeli är en fjärilsart som beskrevs av Eugène Louis Bouvier 1925. Ormiscodes gemeli ingår i släktet Ormiscodes och familjen påfågelsspinnare. Inga underarter finns listade i Catalogue of Life.